# 熊谷征男
熊谷 征男（くまがい ゆきお）は、日本の実業家、東洋証券株式会社代表取締役元会長。

## 人物・経歴
1969年、立教大学経済学部卒業。東洋証券株式会社に入社。
同社専務取締役、代表取締役社長を経て、同社代表取締役会長を務めた。
中国市場に強みを持つ証券会社である東洋証券の経営者として、中国経済や市場動向に詳しく、講演活動を行うなど、市場リサーチャーとしても活躍した。
大学で講師も務める傍ら、母校である立教大学の交流組織・立教金融人会の顧問も務める。